# Catherine Poirot
Pour les articles homonymes, voir Poirot.
Catherine Poirot, née le 9 avril 1963 à Tours, est une ancienne nageuse française, ayant participé aux Jeux olympiques de Moscou ainsi qu'à ceux de Los Angeles où elle obtint la médaille de bronze sur 100 mètres brasse. Elle relancera avec Frédéric Delcourt (argent 200 m dos) la natation française, qui n'avait pas obtenu de médaille depuis les Jeux olympiques de Mexico en 1968 avec Alain Mosconi.

## Biographie
Durant sa carrière sportive, elle fut affiliée au Club des Nageurs de Paris et par la suite, à celui du CJF Fleury-les-Aubrais, mais s'entraîna une grande partie de sa carrière au sein de l'Institut national des sports (INSEP) sous la direction de Michel Pedroletti.
Elle arrêta la compétition en octobre 1984, à 21 ans. Après la fin de sa carrière sportive, elle travaille dans la communication notamment pour une entreprise de cosmétiques et la Fédération Française de Natation, avant de s'arrêter pour raisons de santé.
Elle fut mariée à Henri Sérandour (1937-2009), président de la Fédération française de natation puis président du Comité olympique français et membre du Comité international olympique.

## Palmarès
- Championne d'Europe junior sur 100 m brasse en 1978 (Florence) ; médaille de bronze sur 200 m brasse.
- 9 titres de championne de France (4 en hiver et 5 en été ; tous en brasse : 1 sur 50 m, 7 sur 100 m et 1 sur 200 m)[3].
- 12e place sur 100 m brasse aux Jeux olympiques de 1980 (Moscou).
- Médaille de bronze sur 100 m brasse aux Jeux olympiques de 1984 (Los Angeles).
- Records de France du 50 m et 100 m brasse.

## Distinctions
- Chevalier de l'ordre national du Mérite (décret du 15 novembre 1997)[4]

Membre Fondatrice de l'Association des Olympiens